# Юнацька спілка
Юнацька спілка (ЮС) — безпартійна молодіжна організація у підросійській Україні, утворена на з'їзді студентської громади в квітні 1915 року у Харкові. Організаторами та керівниками Спілки були студенти вищих навчальних закладів: Андрій Заливчий, Микола Петренко, Дмитро Соловей, Володимир Глуходід, Михайло Криворотченко (Тарас Воля), Гнат Михайличенко. Організація перебувала під впливом українських есерів.
Спілка мала філіали у Києві, Полтаві, Катеринославі, Одесі, Чернігові. Вищим органом був з'їзд представників ЮС Лівобережної і Правобережної України, виконавчим — ЦВК. Лідерами організації були Михайло Криворотченко, Микола Петренко, З. Сало, Олександр Мицюк та інші.
У 1915 році в Києві виходив щомісячник «Зоря київська», а з другого номера — просто «Зоря», навколо якого гуртувались члени ЮС.
У травні 1916 року на другому з'їзді було прийнято програму та статут спілки. Основні програмні засади:
- автономія України;
- аграрна реформа;
- 8-годинний робочий день.

На другому з'їзді стався розкол через перехід ЮС до партійної роботи.
У грудні 1916 року в Полтаві відбувся третій з'їзд ЮС. Більшість його членів відкинула пропозицію Української народної партії про посилення германофільської пропаганди і організації партизанської боротьби для швидкої поразки Росії. ЮС виступала за союз з демократичними силами, пропаганду української ідеї, зняття заборони на українські видання, відкриття «Просвіти», амністію політичним в'язням-українцям. Видавала листівки, підписувала петиції до членів Державної Думи.